# Must B 21
Must B 21 es el segundo álbum de estudio en solitario de will.i.am publicado el 23 de septiembre de 2003. La canción que aparece en este disco Go! se presentó en los juegos de la NBA de 2004 y en 2005 en Madden NFL. Al igual que su otro trabajo , Lost Change , no tuvo una gran relevancia en el panorama musical. Sin embargo en este álbum will.i.am colabora con grandes artistas como John Legend, Fergie y Supernatural.

## Listado de canciones
1. "Take It" (feat.KRS-One) - 2:49
2. "Nahh Mean" (feat. Phife Dawg) - 3:48
3. "B Boyz" (feat.Supernatural) - 2:56
4. "Here 2 Party" (feat. FLII, Planet Asia & Krondon) - 3:12
5. "Bomb Bomb (Interlude)" - 0:23
6. "Bomb Bomb" (feat.Supernatural) - 3:25
7. "Swing By My Way" (feat. John Legend) - 3:49
8. "It's Okay" (feat. Triple Seven & Dante Santiago) - 3:39
9. "Mash Out (Interlude)" - 0:28
10. "Mash Out" (feat. MC Lyte & Kim Hill) - 3:09
11. "Ride Ride" (feat. John Legend) - 3:16
12. "Sumthing Special" (feat. Niu, Dante Santiago & Taboo) - 3:55
13. "Sumthing Special (Interlude)" - 0:50
14. "I'm Ready (Y'all Ain't Ready For This)" (feat. Phil Da Agony, Supernatural & Tash) - 3:40
15. "We Got Chu" (feat. Planet Asia & FLII) - 3:52
16. "Go! (Interlude)" - 1:32
17. "Go!" - 3:54

- Datos: Q1937986